# Прут (одиниця вимірювання)
Прут — одна з найдавніших земельних мір в народній метрології.
Лінійними прутами відміряли парцелі за розпланування міст за магдебурзького права. Так у Львові довжина парцелі становила один шнур, а ширина два прути. За розпланування міста використовували систему мір, де прут становив 4,32 м, шнур 43,2 м. У прийнятій системі мір 2700 прутів квадратних дорівнювало 270 шнурам чи 90 моргам. Прут у франконському лані рівний 225 на 270 ліктів.
За Р. Райнфусом, це частина землі шириною 5,5 м, в залежності від довжини дорівнювала 2–3 моргам. Три прути утворювали півчверток, два півчвертки утворювали лан, який складався з 24 прутів, тобто мав 48–72 морги.
У Кросненському повіті прут дорівнював шести моргам.
У 17 ст. у Стебнику селяни вимірювали свої землі вже не ланами чи волокою, а прутом, який на той час був також поземельною мірою і дорівнював приблизно 2 га.